# Søren Glud (biskop)
Søren Sørensen Glud (30. maj 1621 i Glud, Bjerre Herred–25. februar 1693, begravet i Viborg Domkirke) var biskop over Viborg Stift fra 1673 og til sin død i 1693.

## Slægt
Søren Glud var søn af provst Søren Andersen Jelling (1590–1681), der var sognepræst for Glud–Hjarnø syd for Horsens Fjord.
Søren Glud var først gift med Kirsten Clausdatter Førd (død 1660) og derefter med Ida Kirstine Moth (1644–1689). Ida Moth var søster til Christian 5.s elskerinde Sophie Amalie Moth (1654–1719), der blev mor til Christian Gyldenløve og stammor til greverne af Danneskiold-Samsøe. Ida Moth var også søster til lægen, embedsmanden og politikeren Matthias Moth (1649–1719).
Børn:
- Poul Sørensen Glud (1661–1716), amtmand over Buskeruds Amt i 1695–1715, far til Frederikke Louise Glud (1702–1745).
- magister Søren Glud (1662 – 1696), sognepræst ved Bergen Domkirke og provst i Nordhordaland, gift med biskop Niels Randulfs datter Elisabeth (1662–1734).
- Ida Christine Glud (1668 – 11. juli 1724), gift med landsdommer i Viborg Hans Benzon. Deres søn Johan Severin Benzon (1692–1741) var gift med sin kusine (Frederikke Louise Glud). Johan Benzon og Frederikke Glud oprettede testamentarisk et kloster på Estvadgård.
- Ida Sophie Amalie Glud, gift med Herman Lorentz Nissen, til Lerbæk, forældre til Ulrik Christian Nissen(-Benzon) og Christian Siegfried Nissen-Benzon, der blev ejerne af Stamhuset Skærsø i Dråby Sogn ved Ebeltoft i Mols Herred.

## Præst og biskop
Søren Glud blev student i 1642. I 1648 blev han præst i Høje Tåstrup, og han blev gift med Kirsten Clausdatter Førd (død 1660), der var enke efter Høje Tåstrups tidligere præst Laurits Villumsen (død 1648).
Efter Kirsten Førds død blev Søren Glud gift med Ida Kirstine Moth, der var søster til Sophie Amalie Moth (Christian 5.s elskerinde).
I kraft af hustruens forbindelser til hoffet blev den ukendte præst udnævnt til biskop over Viborg Stift i 1673.
I Viborg fik Søren Glud en en del bryderier med satirikeren Jacob Worm (en stedsøn af salmedigeren Thomas Kingo). Worm var præst ved Gråbrødre Kirke i Viborg. Efterhånden rettede Worm i stigende grad kritik mod de ledende embedsmænd og den enevældige konge. Det gik galt, da Worm (med rette) anklagede Christian 5. for ægteskabsbrud med ”horen”, Sophie Amalie Moth. Ved en retssag i København blev Jacob Worm dømt til døden, men straffen blev nedsat til livsvarig forvisning til kolonien Trankebar i Indien.
Søren Glud deltog i udarbejdelse af flere love. Han var med til at revidere bog 2 i Danske Lov (om religionen og gejstligheden), og han var med til at lave love om de reformertes retsstilling i Danmark (København, Fredericia, Frederiksstad og Glückstadt).
I 1691 var Søren Glud (sammen med provst Søren Knudsen Sevel og stiftamtmand Mogens Skeel til Stamhuset Fusingø) medlem af den domstol, der dømte i skilsmissesagen mellem Marie Grubbe og hendes anden mand (Palle Dyre).